# Thảo Điền
Thảo Điền là một phường thuộc thành phố Thủ Đức, Thành phố Hồ Chí Minh, Việt Nam.

## Địa lý
Phường Thảo Điền nằm ở phía tây nam thành phố Thủ Đức, có vị trí địa lý:
- Phía đông giáp phường An Phú
- Phía tây và phía bắc giáp quận Bình Thạnh với ranh giới là sông Sài Gòn
- Phía nam giáp các phường An Phú và An Khánh.

Phường có diện tích 3,73 km², dân số năm 2021 là 20.507 người, mật độ dân số đạt 5.497 người/km².

## Lịch sử
Trước đây, phường Thảo Điền thuộc Quận 2, Thành phố Hồ Chí Minh, được thành lập vào ngày 6 tháng 1 năm 1997 trên cơ sở 375 ha diện tích tự nhiên và 6.714 người của xã An Phú thuộc huyện Thủ Đức cũ.
Ngày 9 tháng 12 năm 2020, Ủy ban thường vụ Quốc hội ban hành Nghị quyết 1111/NQ-UBTVQH14 về việc thành lập thành phố Thủ Đức trên cơ sở sáp nhập toàn bộ diện tích và dân số của Quận 2, Quận 9 và quận Thủ Đức, phường Thảo Điền thuộc thành phố Thủ Đức như hiện nay.